# Kenji Mizoguchi

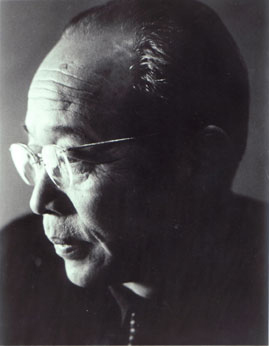
Kenji Mizoguchi

Kenji Mizoguchi (溝口 健二 Mizoguchi Kenji; Tokio, 16 mei 1898 – Kioto, 24 augustus 1956) was een Japanse filmregisseur, die samen met Yasujiro Ozu en Akira Kurosawa tot de grootste klassieken van de Japanse cinema wordt gerekend.
Hij was afkomstig uit een verarmd gezin uit de middenklasse, dat zijn zuster uit geldnood verkocht als leerling-geisha. Nadat hij de school vroegtijdig had beëindigd, volgde hij een opleiding op de kunstschool en begon in 1922 als assistent-regisseur in de Nikkatsu filmstudio. Al in 1923 bracht hij het in de snel groeiende filmindustrie tot regisseur, waar hij zijn belangstelling voor Westerse film en kunst kon uitleven. Zo stond hij niet alleen onder invloed van de klassieke Japanse prentkunst, maar ook van het Duits expressionisme en van Josef von Sternberg.
Tijdens zijn lange carrière als filmregisseur beoefende hij vooral de klassieke Japanse filmgenres van de historische en de eigentijdse zedenfilm.
In zijn films staat vaak het lot van de vrouw centraal in een streng hiërarchisch geordende Japanse maatschappij waar een mannenmoraal overheerst. Hij gebruikte vaak sociaalkritische thema's als uitgangspunt en gaf meestal blijk van een fatalistische levenshouding, die hij evenwel oversteeg door een metafysische, onthechte kijk op de wereld, die in schoonheid zijn verlossing vindt en boeddhistisch van inspiratie is.
Opmerkelijk is zijn stilistische perfectie door het gebruik van lange, afstandelijke camera-instellingen en een geraffineerde mise-en-scène (beeldregie). Hij werkte vaak samen met dezelfde medewerkers en acteurs, onder wie de actrice Kinuyo Tanaka, die de belangrijkste vertolkster van de vrouwenrollen in zijn films werd.

## Filmografie
Geregisseerde films (selectie)
1936 Gion no kyodai (祇園の姉妹)
1936 Naniwa Elegy (浪華悲歌)
1937 Aien kyo
1939 Zangiku monogatari (残菊物語)
1941 Genroku chushingura(元禄忠臣蔵)
1944 Miyamoto Musashi
1946 Utamaro o meguru gonin no onna (歌麿をめぐる五人の女)
1947 Joyû Sumako no koi
1951 Oyū-sama (お遊さま)
1951 Musashino fujin
1952 Saikaku ichidai onna
1953 Gion bayashi (祇園囃子)
1953 Ugetsu monogatari (雨月物語)
1954 Uwasa no onna (噂の女)
1954 Sanshō dayū (山椒大夫)
1954 Chikamatsu monogatari (近松物語)
1955 Shin Heike monogatari (新平家物語)
1955 Yōkihi (楊貴妃)
1956 Akasen chitai (赤線地帯)